# Haute Route no 2
Pour les articles homonymes, voir Haute Route (homonymie).
La Haute Route no 2 est un itinéraire de randonnée en Vallée d'Aoste. 
Il se développe entièrement sur la droite orographique de la Doire Baltée et traverse les vallées suivantes : 
- Vallée de Champorcher
- Val de Cogne
- Valsavarenche
- Val de Rhêmes
- Valgrisenche
- Vallon de La Thuile
- Val Vény

Il parcourt en particulier le parc national du Grand-Paradis et se termine face au mont Blanc. 
Les deux parcours des hautes routes de la Vallée d'Aoste ont été récemment unifiés afin de créer prochainement une haute route unique. Une étape de raccordement a été prévue avant la première étape, à partir de Donnas.

## Les étapes
- Étape de raccordement : de la vallée centrale de la Doire Baltée vers la vallée de Champorcher
  - Du bourg de Donnas à Champorcher

- 1re étape : entièrement dans la vallée de Champorcher 
  - Du chef-lieu de Champorcher (1 427 mètres) au refuge Dondénaz (2 192 mètres)

- 2e étape : à travers le col Fenêtre vers le Val de Cogne 
  - Du refuge Dondénaz (2 192 mètres) au refuge Misérin, près du lac du même nom (2 580 mètres), puis au Refuge Sogno de Berdzé au Péradza (2 530 mètres)

- 3e étape : entièrement dans le val de Cogne 
  - Du Refuge Sogno de Berdzé au Péradza (2 530 mètres) jusqu'à Cogne (1 545 mètres)

- 4e étape : entièrement dans le val de Cogne 
  - De Cogne-ville au village Valnontey (1 666 mètres), puis au refuge Victor Sella (2 584 mètres)

- 5e étape : du val de Cogne au Valsavarenche
  - Du refuge Victor Sella (2 584 mètres), par le col Lauson, jusqu'au hameau Lévionaz-dessous (de Valsavarenche) à 2 303 mètres, et ensuite jusqu'à Eaux-Rousses (1 666 mètres)

- 6e étape : du Valsavarenche au Val de Rhêmes
  - Du hameau Eaux-Rousses (1 666 mètres) au lac Djouan (2 515 mètres), puis jusqu'au lieu-dit Plan di féye (2 393 mètres, dans le Val de Rhêmes) par le col de l'Entrelor. Arrivée à Rhêmes-Notre-Dame (1 725 mètres)

- 7e étape : de Rhêmes-Notre-Dame au Valgrisenche
  - De Rhêmes-Notre-Dame (1 725 mètres) au refuge Chalet de l'épée (2 370 mètres) par le col Fenêtre

- 8e étape : entièrement dans le Valgrisenche
  - Du refuge Chalet de l'épée (2 370 mètres) au lieu-dit La Frassy (1 673 mètres). Arrivée au lieu-dit Planaval (1 554 mètres)

- 9e étape : du Valgrisenche au Vallon de La Thuile
  - Du lieu-dit Planaval (1 554 mètres) à Promoud de La Thuile (2 022 mètres) par le col de la Crosatie

- 10e étape : entièrement dans le Vallon de La Thuile
  - Du lieu-dit Promoud (2 022 mètres) au refuge Albert Deffeyes (2 494 mètres), puis arrivée au chef-lieu de La Thuile (1 450 mètres)

- 11e étape : du Vallon de La Thuile au Val Vény
  - Du chef-lieu de La Thuile (1 450 mètres) à l'alpe Porassey, puis jusqu'au refuge Élisabeth (2 195 mètres) par le col de Chavannes (2 603 mètres)

- 12e étape : entièrement dans le Val Vény
  - Du refuge Élisabeth (2 195 mètres) à Courmayeur (1 224 mètres)